# 亚历杭德罗·梅嫩德斯
亚历杭德罗·梅嫩德斯·加西亚（西班牙語：Alejandro Menéndez Garcia，1966年7月12日—），西班牙足球教练，曾先后担任皇家马德里B队和桑坦德竞技队主教练。2014年，率领泰国武里南联队进入亚足联冠军联赛小组赛。现任陕西五洲足球俱乐部主教练。

## 球员生涯
梅嫩德斯出生于西班牙西北部港口城市希洪，早年曾在西甲球队维戈塞尔塔效力。

## 执教生涯
2004年退役后，担任西班牙希洪競技U13梯队教练；而后，回到维戈塞尔塔，先后担任助理教练和青年队教练。2009至2011年1月间，曾执教皇家马德里青年队。在此期间，与时任皇马主教练何塞·穆里尼奥建立了深厚关系。2013年3月，受聘桑坦德竞技队，但是未能挽救这支球队免于降级。2013年9月，梅嫩德斯离开西班牙，出任泰国足球超级联赛球队武里南联队的主教练，带领球队蝉联2014赛季的联赛冠军，并再次进入亚足联冠军联赛小组赛。
2014年12月28日，梅嫩德斯签约新组建的陕西五洲足球俱乐部，担任主教练。 不过由于陕西五洲欠薪注册参加联赛失败，梅嫩德斯离开球队。